# Desastre industrial
Desastre industrial é um grande acidente causado por companhias industriais, quaisquer que sejam suas causas.

## Alguns grandes desastres industriais
- 10 de março de 1906 - Dá-se a Catástrofe de Courrières: uma explosão na mina de carvão de Courrières que causou 1 099 mortes de trabalhadores, incluindo crianças. É o mais mortífero desastre mineiro de sempre na Europa.

- 25 de março de 1911 - O incêndio da Fábrica de Camisas Triangle, em Nova Iorque, foi o maior desastre industrial dos Estados Unidos , causando a morte de mais de uma centena de trabalhadoras, que morreram no fogo ou saltando para a morte. Este incêndio levou a uma legislação que requeria melhores padrões de segurança em fábricas.

- 15 de janeiro de 1919 - A Inundação de melaço de Boston ocorre quando um grande tanque cheio de melaço explode e o conteúdo espalha-se à velocidade estimada de 56 km/h, matando 21 pessoas e ferindo 150.

- 21 de setembro de 1921 - Dá se a explosão de Oppau na Alemanha. Ocorreu quando um silo que guardava cerca de 4 500 toneladas de uma mistura de sulfato de amónio e fertilizante de nitrato de amónio explodiu na fábrica BASF em Oppau, hoje parte de Ludwigshafen. Morreram entre 500 a 600 pessoas e cerca de 2 000 ficaram feridas.

- De 1908 - atualidade (descoberto em 1956) - O Desastre de Minamata foi causado pelo derramamento de componentes com mercúrio na baía de Minamata, Japão, durante décadas. A Corporação Chisso, uma empresa de fertilizantes e depois de produtos petroquímicos, foi declarada responsável por poluir a baía entre 1932 e 1968. Estima-se que mais de 3 000 pessoas sofreram várias deformidades, severos sintomas de envenenamento por mercúrio ou morte pelo que se chamou de doença de Minamata.

- 10 de julho de 1976 - O Acidente de Seveso foi um acidente industrial ocorrido em Seveso, Itália, numa pequena instalação de produtos químicos da ICMESA. Devido ao vazamento de dioxina na atmosfera e através da planície lombarda, 3 000 animais morreram e depois 70 000 animais foram sacrificados para evitar a entrada da dioxina na cadeia alimentar. Adicionalmente 193 pessoas, na área afetada sofreram de cloracne e outros sintomas. O desastre levou à Diretiva de Seveso, emitida pela União Europeia e que impôs regulamentos industriais mais rígidos.

- 24 de fevereiro de 1984  - Ocorrido na noite de 24 de fevereiro de 1984 em Cubatão, por volta das 23h30 um duto de gasolina explodiu na favela de Vila São José matando mais de 100 pessoas, a tragédia voltou os olhos do planeta para Cubatão e colocou a nu outro problema: a poluição industrial que, desde a década de 70, deu à Cidade o apelido de "Vale da Morte".

- 19 e 20 de novembro de 1984 - Explosões de San Juan Ixhuatepec, nas instalações industriais de armazenamento e distribuição da empresa Petróleos Mexicanos no México, provocam de 500 a 600 mortes.

- 3 de dezembro de 1984 - Um dos piores desastres industriais de todos é o desastre de Bhopal, na Índia, no qual um vazamento de produtos químicos de uma instalação da Union Carbide matou mais de 7 000 pessoas, feriu muitas outras e causa às populações humanas e animais da região severos problemas de saúde até hoje.

- 26 de abril de 1986 - O Acidente nuclear de Chernobil foi o maior acidente em usinas nucleares. Causou a morte de 56 pessoas e estima-se que 4 000 outras pessoas venham a morrer de câncer relacionado à contaminação por radioatividade.

- 3 de setembro de 1991 - Ocorre o incêndio da fábrica de tratamento Hamlet, que causa 25 mortes em Hamlet (Carolina do Norte). Foi devido a uma falha numa parte defeituosa de uma linha hidráulica, e as mortes ocorreram porque as saídas de emergência estavam trancadas.

- 20 de abril de 2010 - Ocorre a explosão da plataforma Deepwater Horizon no golfo do México. Onze pessoas morreram na explosão que causou um derramamento de crude que se tornaria o mais grave de sempre na história dos Estados Unidos.

- 17 de abril de 2013 - Explosão da West Fertilizer Company, no Texas, Estado Unidos, provoca 15 mortes e quase 200 feridos.

- 24 de abril de 2013 - Desabamento de prédio em Savar, que abrigava fábricas e um centro comercial na periferia de Daca, a capital do Bangladesh, provoca 1127 mortes.[1][2]

- 12 de agosto de 2015 - Explosões em Tianjin num terminal de tanques com produtos inflamáveis provocam pelo menos 173 mortes.

- 5 de novembro de 2015 - Rompimento de barragem em Mariana, considerado o desastre industrial que causou o maior impacto ambiental já ocorrido no Brasil.

- 25 de janeiro de 2019 - Rompimento de barragem em Brumadinho.